# پاک هون-یونگ
پاک هون-یونگ (انگلیسی: Pak Hon-yong; زاده ۲۸ مهٔ ۱۹۰۰ – درگذشته ۱۸ دسامبر ۱۹۵۵) سیاستمدار کمونیست اهل کره شمالی بود.
وی که از سال ۱۹۴۸ تا ۱۹۵۳ وزیر امورخارجه کره شمالی بوده در ۳ اوت ۱۹۵۳ برای پاکسازی اعضای سابق حزب کارگران کره جنوبی توسط کیم ایل-سونگ دستگیر شد و در ۱۵ دسامبر ۱۹۵۵ به دلیل جاسوسی به مرگ محکوم شد، هر چند تاریخ اعدام وی نامشخص است اما بعضی از منابع تاریخ مرگ هون-یونگ را در همان ماه اعلام کرده‌اند.